# Lijst van rijksmonumenten in Sibbe
De plaats Sibbe telt 13 inschrijvingen in het rijksmonumentenregister. Hieronder een overzicht.
| Object                                                                                | Oorspronkelijke functie? | Bouwjaar                              | Architect | Locatie                               | Coördinaten?                  | Nr.?  | Afbeelding                                                   |
| ------------------------------------------------------------------------------------- | ------------------------ | ------------------------------------- | --------- | ------------------------------------- | ----------------------------- | ----- | ------------------------------------------------------------ |
| Kapel in de Sibbergroeve                                                              | Kapel                    | 1801                                  |           | Kapel in de Sibbergroeve              | 50° 51' 39" NB, 5° 49' 17" OL | 36830 | Meer afbeeldingen                                            |
| Hoeve met binnenplaats; van mergel; aan de straat twee topgevels                      | Boerderij                | laatste helft 19e eeuw                |           | Dorpstraat 45                         | 50° 50' 43" NB, 5° 49' 22" OL | 36831 | Meer afbeeldingen                                            |
| Hoeve van mergel, met binnenplaats                                                    | Boerderij                | 19e eeuw                              |           | Dorpstraat 47                         | 50° 50' 44" NB, 5° 49' 21" OL | 36832 | Meer afbeeldingen                                            |
| Hoeve met binnenplaats, van mergel; Tuinmuur en hekpijlers met vazen                  | Boerderij                | 1803                                  |           | Dorpstraat 58                         | 50° 50' 44" NB, 5° 49' 23" OL | 36833 | Meer afbeeldingen                                            |
| Hoeve van mergel, gelegen aan een binnenplaats                                        | Boerderij                | 18e eeuw                              |           | Dorpstraat 72                         | 50° 50' 46" NB, 5° 49' 20" OL | 36834 | Meer afbeeldingen                                            |
| Hoeve van mergel, gelegen aan een gesloten binnenplaats. Puntgevel aan de straatzijde | Boerderij                | 18e eeuw                              |           | Dorpstraat 74                         | 50° 50' 46" NB, 5° 49' 18" OL | 36835 | Meer afbeeldingen                                            |
| Vielaertshof of Sibber Huuske; herenhoeve met binnenplaats                            | Boerderij                | 17e/18e eeuw                          |           | Dorpstraat 78                         | 50° 50' 47" NB, 5° 49' 15" OL | 36836 | Meer afbeeldingen                                            |
| In het weiland een paar hekpijlers met vazen                                          | Erfscheiding             | 18e eeuw                              |           | Kenkersweg bij 2                      | 50° 50' 43" NB, 5° 49' 17" OL | 36837 | In het weiland een paar hekpijlers met vazen                 |
| Hellinxhof; grote herenhoeve met binnenplaats; van mergel                             | Boerderij                | 1700 (woonhuis) 1831 (poort, bakhuis) |           | Klein Linde 2                         | 50° 50' 38" NB, 5° 49' 42" OL | 36838 | Meer afbeeldingen                                            |
| Roza de Limakerk                                                                      | Kerk en kerkonderdeel    | 1844                                  |           | Sibberkerkstraat 42                   | 50° 50' 36" NB, 5° 49' 32" OL | 36839 | Meer afbeeldingen                                            |
| Terrein waarin sporen van winning en bewerking van vuursteen                          | Archeologisch monument   | Neolithicum                           |           | Tussen Heunsbergerweg en Sibbergrubbe | 50° 51' 15" NB, 5° 49' 54" OL | 47161 | Terrein waarin sporen van winning en bewerking van vuursteen |
| Terrein waarin sporen van winning en bewerking van vuursteen                          | Archeologisch monument   | Neolithicum                           |           | Aan de oostzijde van de Bergstraat    | 50° 50' 58" NB, 5° 50' 2" OL  | 47162 | Terrein waarin sporen van winning en bewerking van vuursteen |
| Terrein waarin sporen van winning en bewerking van vuursteen                          | Archeologisch monument   | Neolithicum                           |           | Nabij Heidebergweg in het Biebosch    | 50° 51' 7" NB, 5° 50' 24" OL  | 47163 | Terrein waarin sporen van winning en bewerking van vuursteen |